# Ruínas de São Miguel de Odrinhas
As Ruínas de São Miguel de Odrinhas, também designadas por Museu de São Miguel de Odrinhas, correspondem a uma villa romana do século 1 a. C. e a outros vestígios antigos localizados em Odrinhas, na freguesia de São João das Lampas e Terrugem, no município de Sintra, distrito de Lisboa, em Portugal.
Odrinhas é o local mais importante em termos de presença Romana em Sintra, Portugal. Para além do Museu Arqueológico de São Miguel de Odrinhas, o sítio de Odrinhas possui uma variadíssima multiplicidade de vestígios romanos e de outras épocas subsequentes que atestam a permanência da presença humana no local pelo menos desde o século I a. C. até à actualidade. Esta persistência é tanto mais curiosa quanto se verifica numa zona onde não se conhece nenhum aglomerado importante. O núcleo urbano mais próximo situava-se em Faião, a urbe romana de maior importância do Município Olisiponense, logo a seguir a Olissipo. Existem ainda vestígios de uma via romana que ligaria Odrinhas a Faião.[carece de fontes?]
As Ruínas de São Miguel de Odrinhas estão classificadas como Imóvel de Interesse Público desde 30/11/1959.

## História
Em Odrinhas, da época romana fazem parte quase todos os muros e compartimentos actualmente visíveis no local, e que são vestígios de uma villa fundada durante a segunda metade do século I a. C. Sobre esta villa primitiva, construir-se-ia, já no século IV d. C., uma outra de que faz parte um pavimento em mosaico monocromo de desenho geométrico, ainda hoje visível ao lado da capela de S. Miguel.
Curiosa também é a existência no local de uma estrutura absidal, construída com pedras da região dispostas horizontalmente em fileiras paralelas e datada do século II d. C. Escavações realizadas na década de 50 permitiram fazer a reconstituição do edifício. Tratar-se-ia de um templo romano ou paleo-cristão formado por uma abside em ferradura e de falsa abóbada, dois absidíolos ou talvez nichos, uma nave rectangular e um possível pequeno nartex. Contudo, para além da peculiaridade da planta e da sua estranha orientação norte-sul, não foi encontrado, durante as escavações, qualquer objecto de culto. Daí que há alguns anos tenha surgido a teoria de que a abside faria parte da villa romana aí existente, provavelmente um salão nobre onde o senhor da casa recebia as visitas. Tese diferente é sustentada por Justino Maciel (1983), que afirma tratar-se de um mausoléu romano, uma cópia dos modelos aúlicos do centro do Império, concretamente do Mausoléu de Santa Constança, e sugere uma datação posterior (séc. IV).
Dentro das ruínas foram também encontrados vários capitéis romanos: Um capitél jónico, marcado pela sua simplicidade, três corintizantes, realizados em duas partes, tal como os capitéis do Templo Romano de Évora e um capitél misto que estava a ser reutilizado como enchimento de muro, fora do seu contexto original, caracterizada pelo seu caráter tardio.

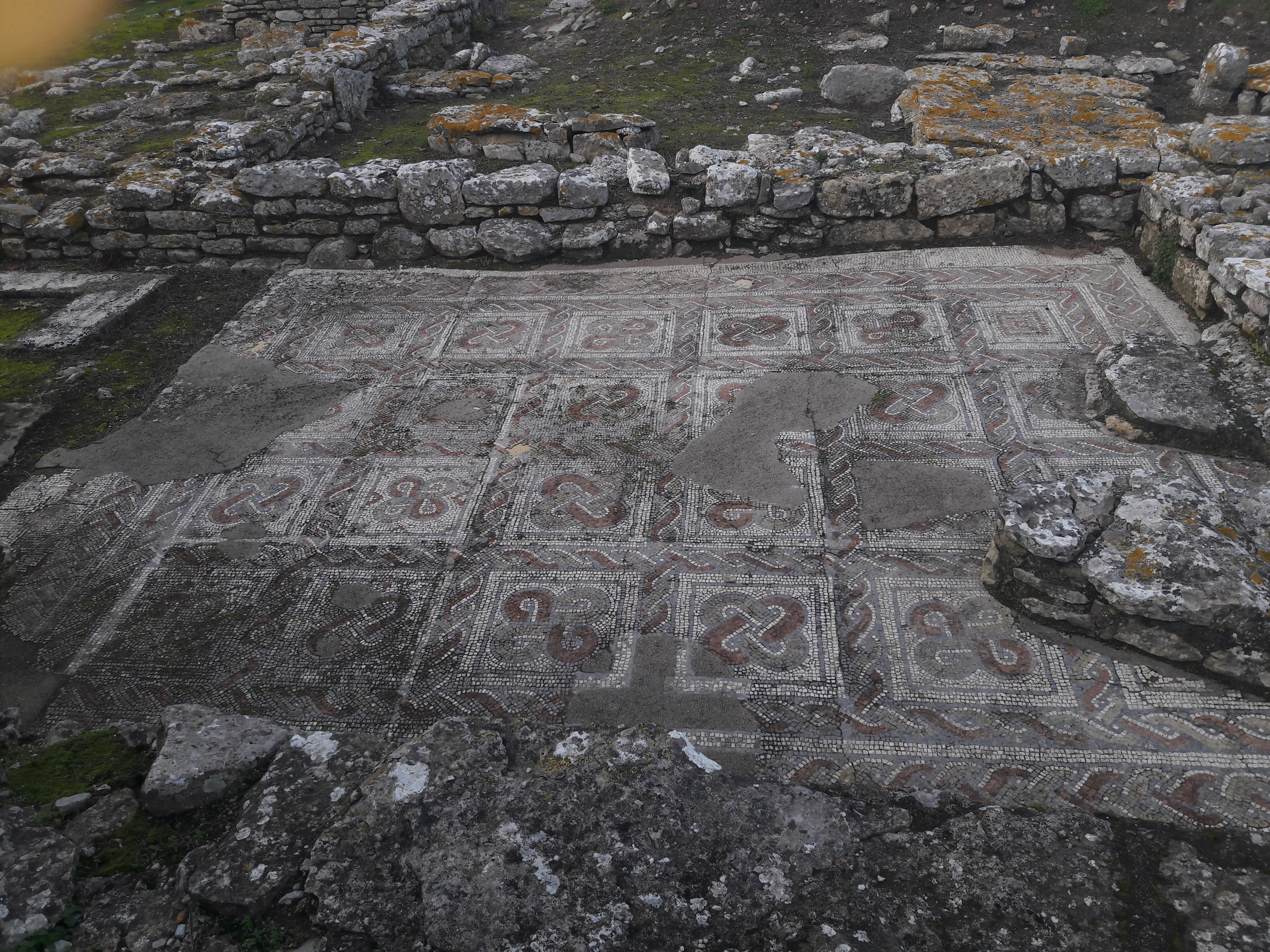
Ruínas de São Miguel de Odrinhas

Na Baixa Idade Média o local foi transformado em cemitério (é o único cemitério de cariz medieval escavado em Portugal), como ainda hoje se pode comprovar pelas numerosas sepulturas existentes em torno da Ermida de S. Miguel, cada uma delas com a respectiva cabeceira discóide, num total de 35, se bem que não haja a certeza de que a actual distribuição das mesmas seja a primitiva.

## Museu
O Museu, designado inicialmente Museu Arqueológico Prof. Dr. Joaquim Fontes, foi construído a partir das ruínas com o objectivo de receber os vestígios provenientes daquelas. A riqueza do espólio encontrado na região, do qual se destaca uma das maiores colecções epigráficas conhecidas, depressa obrigou à construção de um anexo alpendrado e à utilização de espaços exteriores. Há alguns anos, a Câmara Municipal de Sintra, proprietária do Museu, decidiu remodelar o local, construindo um complexo museológico que alberga o espólio do antigo museu, uma biblioteca especializada, auditório, gabinetes de estudo, serviços de restauro, para além de várias áreas de lazer. 
Odrinhas é agora um local de passagem obrigatório para o conhecimento não só da presença romana, mas de toda a antiguidade sintrense.
O edifício actual, inaugurado em 1999, é um projecto de arquitectura de Alberto Castro Nunes & António Maria Braga, vencedores do Prémio Rafael Manzano, com consultoria de Léon Krier, e programa museológico de José Cardim Ribeiro. E é um exemplo de Nova Arquitectura Tradicional em Portugal.